# Anon (film)
Pour les articles homonymes, voir Anon.
Pour plus de détails, voir Fiche technique et Distribution.
Anon est un film de science-fiction germano-américano-canado-britannique écrit, coproduit et réalisé par Andrew Niccol, sorti en 2018 sur Netflix.

## Synopsis
Dans un monde futur, proche du totalitarisme, où des implants bioniques avancés signifient que toutes les personnes sont soumises à un flot visuel incessant de données qu'ils nomment « l'œil de l'esprit », la vie privée et l'anonymat comme nous les connaissons ont totalement disparu. Avec les informations personnelles de tout un chacun en affichage public, la vie de chaque personne étant enregistrée jusqu'à la milliseconde, les informations personnelles sont téléchargées sur une vaste grille appelée « l'Éther », une base de données que les forces de l'ordre peuvent consulter et utiliser pour poursuivre les criminels. L'inspecteur Sal Frieland (Clive Owen) est confronté à une série de terribles meurtres qui semblent être liés. La police se trouve dans l'incapacité d'identifier le tueur dont la particularité est de hacker ses victimes au point qu'elles se retrouvent avec le point de vue du tueur qui braque son arme sur elles et appuie sur la gâchette. Il devient vite apparent que ce que les meurtres ont en commun signale une rupture majeure dans le système sur lequel la société est basée. Alors qu'il enquête sur l'affaire, Frieland rencontre une femme (Amanda Seyfried) qui semble n'avoir aucune identité et qui s'avérera être Anon. Quelque chose qu'il considère initialement comme un petit pépin devient en fait le premier indice démontrant que la sécurité de l'« œil de l'esprit » a été compromise, envoyant Frieland dans une mission où il sert d'appât pour tenter de piéger quelqu'un qui n'existe pas.

## Fiche technique
Sauf indication contraire, les informations mentionnées dans cette section peuvent être confirmées par la base de données cinématographiques IMDb,  présente dans la section « Liens externes ».
- Titre original et français : Anon
- Réalisation et scénario : Andrew Niccol
- Musique : Christophe Beck
- Direction artistique : Philip Ivey
- Décors : Aleksandra Marinkovich
- Costumes : Christopher Hargadon
- Photographie : Amir Mokri
- Montage : Alex Rodríguez
- Production : Daniel Baur, Andrew Niccol et Oliver Simon
- Sociétés de production : K5 Film et K5 Media Group
- Société de distribution : Netflix
- Pays de production :  Allemagne,  États-Unis Royaume-Uni Canada
- Langue originale : anglais
- Format : couleur
- Genre : science-fiction
- Durée : 100 minutes
- Dates de sortie :
  - Grèce et Ukraine : 3 mai 2018
  - Monde : 4 mai 2018 (sur Netflix)

## Distribution
Sauf indication contraire, les informations mentionnées dans cette section peuvent être confirmées par la base de données cinématographiques IMDb,  présente dans la section « Liens externes ».
- Clive Owen (VF : Julien Kramer) : Sal Frieland
- Amanda Seyfried (VF : Marie-Eugénie Maréchal) : « The Girl »

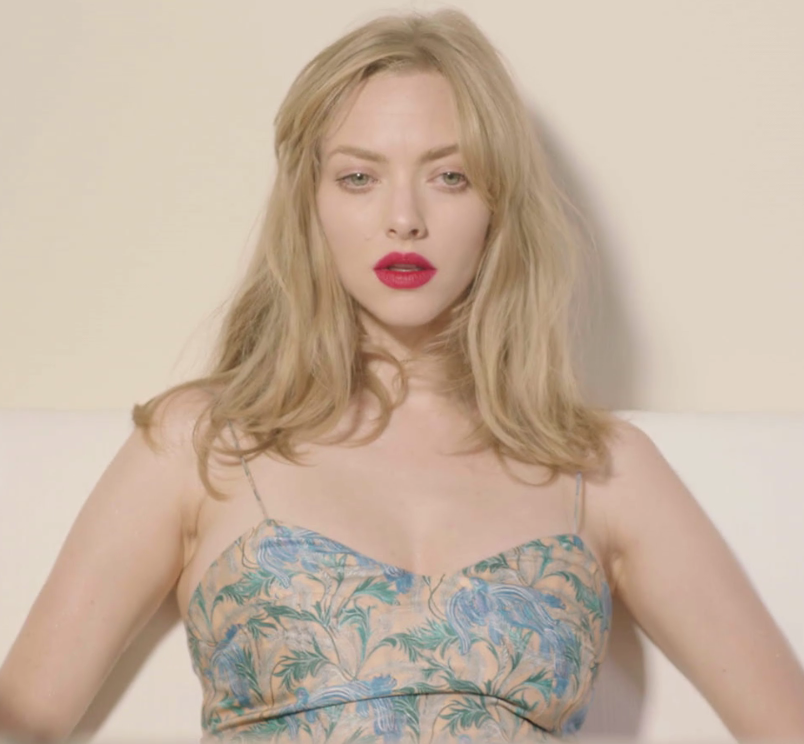
L'actrice principale Amanda Seyfried à un photoshoot pour Vogue, en novembre 2018.

- Colm Feore (VF : Jean-Pol Brissart) : l’inspecteur Charles Gattis
- Sonya Walger (VF : Julie Dumas) : Kristen
- Mark O'Brien (VF : Maxime Baudouin) : Cyrus Frear
- Joe Pingue (VF : Bruno Magne) : Lester Goodman
- Iddo Goldberg (VF : Patrick Mancini) : Joseph Kenik
- Sebastian Pigott : le détective Vardy
- Rachel Roberts : la bourgeoise victime d'un vol de bijou, au début du film (caméo)
- Ethan Tavares : Sal Frieland Jr.

## Production
Le 28 janvier 2016, Clive Owen est choisi pour interpréter un inspecteur dans un monde sans crime. Le 8 mars 2016, Amanda Seyfried le rejoint pour jouer le rôle d’une femme sans empreinte numérique qui est invisible à la police.
Le tournage débute en juillet 2016 à Toronto et se termine en septembre 2016 à New York.

## Sortie
Après que le film a « fait la manchette » au Festival international du film de Toronto en 2017, les droits de distributions américains et certains marchés étrangers sont achetés par Netflix pour quatre millions de dollars.